# توربيورن أندرسن
توربيورن أندرسن هو سياسي نرويجي، ولد في 5 يناير 1957 في Grimstad (town) ‏ في النرويج. نشط حزبياً في حزب التقدم. في الانتخابات البرلمانية النرويجية 2005 ‏، انتخب عضو برلمان النرويج ‏ عن دائرة Aust-Agder (Storting constituency) ‏ وقد انضم خلال فترته النيابية ‏ (1 أكتوبر 2005 – 30 سبتمبر 2009) للكتلة البرلمانية حزب التقدم وفي الانتخابات البرلمانية النرويجية 2001، انتخب عضو برلمان النرويج ‏ عن دائرة Aust-Agder (Storting constituency) ‏ وقد انضم خلال فترته النيابية ‏ (1 أكتوبر 2001 – 30 سبتمبر 2005) للكتلة البرلمانية حزب التقدم وانتخب عضو برلمان النرويج ‏ عن دائرة Aust-Agder (Storting constituency) ‏ وقد انضم خلال فترته النيابية ‏ (1 أكتوبر 1997 – 30 سبتمبر 2001) للكتلة البرلمانية حزب التقدم.